# Вознесенський повіт
Вознесенський пові́т — адміністративно-територіальна одиниця Миколаївської губернії з центром у місті Вознесенськ.

## Географія
Вознесенський повіт розташовувався у центрі Миколаївської губернії. Проіснував із (29 червня 1919) 25 грудня 1920 р. по 21 жовтня 1922 р.
Станом на 1921 рік складався із 23 волостей:
| №  | Назва волості                    |
| -- | -------------------------------- |
| 1  | Арбузинська                      |
| 2  | Братська                         |
| 3  | Веселинівська                    |
| 4  | Вознесенська                     |
| 5  | Демидівська                      |
| 6  | Доманівська                      |
| 7  | Єланецька                        |
| 8  | Завадівська                      |
| 9  | Ісаївська                        |
| 10 | Кантакузенська                   |
| 11 | Костянтинівська                  |
| 12 | Ландауська (Покровська)          |
| 13 | Миколаївська                     |
| 14 | Мостівська                       |
| 15 | Ново-Красненська                 |
| 16 | Ново-Покровська                  |
| 17 | Нойфройдентальська (Маринівська) |
| 18 | Петрівська                       |
| 19 | Покровська                       |
| 20 | Раснопільська                    |
| 21 | Роштатська                       |
| 22 | Трикратська                      |
| 23 | Щербинівська                     |